# 서지미
서지미(1985년 2월 4일 ~ )는 대한민국의 모델이다.

## 드라마
- 2005년 : SBS 《하늘이시여》
- 2010년 : KBS2 《추노》
- 2011년 : MBC 《애정만만세》
- 2011년 : MBC 《빛과 그림자》
- 2011년 : MBN 《왔어 왔어 제대로 왔어》
- 2012년 : MBC 《해를 품은 달》
- 2014년 : JTBC 《12년만의 재회: 달래 된, 장국》 - HK백화점 직원 역
- 2014년 : MBC 《왔다! 장보리》 - 웨딩플래너 역
- 2014년 : MBC 《운명처럼 널 사랑해》 - 로펌회사 직원 역

## 경력
- 여주시 영화인협회 홍보대사
- 연예인 스포츠단 익사이팅 단원

## 수상
- 글로벌 기획문화공헌 대상